# یواس‌اس هالکیون (اس‌پی-۱۶۵۸)
یواس‌اس هالکیون (اس‌پی-۱۶۵۸) (به انگلیسی: USS Halcyon (SP-1658)) یک کشتی بود که طول آن ۴۰ فوت (۱۲ متر) بود. این کشتی در سال ۱۹۱۲ ساخته شد.